# Toornige godheid

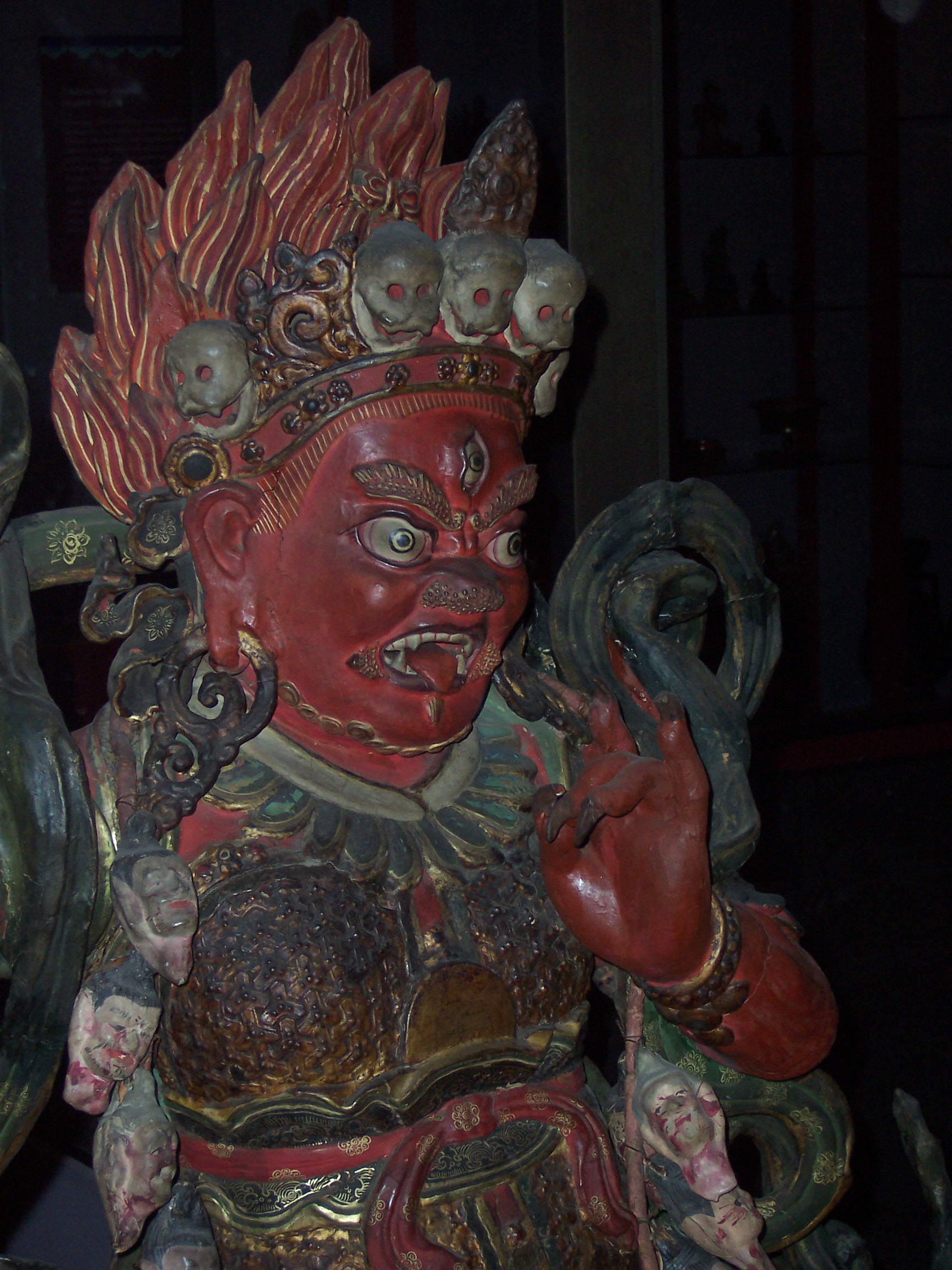
De toornige godheid Dharmapala

Een toornige godheid is een godheid in vajrayana-tradities, zoals het mahayana- en Tibetaans boeddhisme, die toornig of boos worden uitgebeeld met het doel voelende wezens te leiden naar verlichting.
Een toornige godheid is vaak een alternatieve uiting van een bodhisattva of andere normale of vredevolle personen. In Tibetaanse kunst worden toornige godheden uitgebeeld als angstaanjagende en demonische verschijningen die bekleed zijn met menselijke schedels.
Hoewel deze beelden in tegenstelling lijken met de boeddhistische idealen, zijn ze geen personificaties van het kwaad of kwade krachten. Ze symboliseren eerder de dynamische activiteit van een verlicht wezen die voortgebracht zijn om de negatieve en van streek gebrachte impulsen in de menselijke geest te temmen. Naast het tenietdoen van de passies van de geest, is het doel van deze godheden de gelovigen te beschermen.